# Хронологія рекордів Європи з бігу на 60 метрів серед чоловіків
Рекорди Європи з бігу на 60 метрів у приміщенні визнаються Європейською легкоатлетичною асоціацією з-поміж результатів, показаних європейськими легкоатлетами в приміщенні, за умови дотримання встановлених вимог.
Рекорди Європи з бігу на 60 метрів у приміщенні фіксуються з 1987.

## Хронологія рекордів
| Час                                  | Атлет                              | Місто    | Дата       | Примітки |
| ------------------------------------ | ---------------------------------- | -------- | ---------- | -------- |
| 6,51                                 | Мар'ян Воронін Польща              | Льєвен   | 21.02.1987 |          |
| 6,51                                 | Лінфорд Крісті Велика Британія     | Пірей    | 07.03.1990 |          |
| 6,51                                 | Джейсон Лівінгстон Велика Британія | Глазго   | 08.02.1992 |          |
| 6,48                                 | Лінфорд Крісті Велика Британія     | Карлсруе | 01.03.1994 |          |
| 6,47                                 | Лінфорд Крісті Велика Британія     | Льєвен   | 19.02.1995 |          |
| 6,46                                 | Джейсон Гарденер Велика Британія   | Маебасі  | 07.03.1999 |          |
| 6,46                                 | Джейсон Гарденер Велика Британія   | Карлсруе | 15.02.2004 |          |
| 6,45                                 | Рональд Поньйон Франція            | Карлсруе | 13.02.2005 |          |
| 6,42                                 | Двейн Чамберс Велика Британія      | Турин    | 07.03.2009 |          |
| 6,41                                 | Марселл Джейкобс Італія            | Белград  | 19.03.2022 | [ 1 ]    |
| 3 роки, 6 днів від дати встановлення |                                    |          |            |          |